# 第47回衆議院議員総選挙
第47回衆議院議員総選挙（だい47かいしゅうぎいんぎいんそうせんきょ）は、2014年（平成26年）12月14日に日本で行われた国会（衆議院）議員の総選挙である。

## 概要
第46回衆議院議員総選挙の結果を受けて、第2次安倍内閣が発足した。この内閣では、解散前の政権与党であった民主党、選挙の結果与党となった自由民主党、公明党の3党による合意に基づき、消費税の税率を5%から8%に引き上げる合意がなされ、2014年4月に引き上げが実施された。
しかし、安倍首相は2015年（平成27年）10月の消費税率再引き上げの2017年（平成29年）4月への先送りを決定し、同時にこの判断の是非について国民の信を問うためとして解散を行った。
選挙日程については、当初12月9日公示・21日投開票の案も模索されたが、予算編成への影響や、23日の天皇誕生日との兼ね合いもあり、12月2日公示・14日投開票となった。
本選挙から衆議院議員選挙において平成生まれの立候補が可能になり、平成生まれの衆議院議員が誕生する可能性があった。しかし、2021年（令和3年）の第49回衆議院議員総選挙まで平成生まれの国会議員が当選した事例はなかった。
総選挙としては今回からインターネットによる選挙運動が可能となった。
沖縄県では全選挙区で、比例復活5人を含めて候補者9人全員が当選。小選挙区比例代表並立制において初めての珍しい事態となった（重複立候補制度#特筆すべき事例を参照）。

## 選挙データ

### 内閣
- 選挙時：第2次安倍改造内閣（第96代）
  - 内閣総理大臣：安倍晋三（第25代自由民主党総裁）
  - 与党：自由民主党、公明党（自公連立政権）
- 選挙後：第3次安倍内閣（第97代）
  - 内閣総理大臣：安倍晋三（第25代自由民主党総裁）
  - 与党：自由民主党、公明党（自公連立政権）

### 解散日
- 2014年（平成26年）11月21日[3][4]

### 解散名
- アベノミクス解散

安倍晋三（内閣総理大臣）が2014年11月21日の記者会見で発言。
- デフレ脱却推進解散

山口那津男（公明党代表）が発言。
- 国民生活放り出し解散

海江田万里（民主党代表）が発言。
- 政策そっちのけ解散

江田憲司（維新の党共同代表）が発言。

### 公示日
- 2014年（平成26年）12月2日[1]

### 投票日
- 2014年（平成26年）12月14日[1]

### 改選数
- 475（ 5）
  - 小選挙区：295（ 5）
  - 比例代表：180

2012年の改正で0増5減（福井県、山梨県、徳島県、高知県、佐賀県が3選挙区から2選挙区になる）が適用された。

### 選挙制度
- 小選挙区比例代表並立制
  - 小選挙区制
  - 比例代表制
    - 地域ブロック：11
      - 北海道ブロック　：08
      - 東北ブロック　　：14
      - 北関東ブロック　：20
      - 南関東ブロック　：22
      - 東京ブロック　　：17
      - 北陸信越ブロック：11
      - 東海ブロック　　：21
      - 近畿ブロック　　：29
      - 中国ブロック　　：11
      - 四国ブロック　　：06
      - 九州ブロック　　：21

投票方法
秘密投票、単記投票、2票制（小選挙区・比例代表）
選挙権
満20歳以上の日本国民
被選挙権
満25歳以上の日本国民
有権者
104,067,104（男性：58,229,367　女性：53,837,737）
国内：103,962,784（男性：58,180,629　女性：53,782,155）
在外：104,320（男性：48,738　女性：55,582）

### 同日実施の選挙等
国民投票
- 最高裁判所裁判官国民審査[10][11]

地方議会選挙
- 茨城県議会議員選挙[12][13]
- 茨城県稲敷市議会議員選挙[13]
- 茨城県坂東市議会議員選挙[13]
- 茨城県笠間市議会議員選挙[13]
- 千葉県香取市議会議員選挙[14]
- 青森県十和田市議会議員選挙[15]
- 茨城県大子町長選挙[13]
- 福岡県小竹町議会議員選挙[16]

以下の選挙は投開票を予定されていたが、無投票となった。
- 神奈川県逗子市長選挙[17]
- 静岡県三島市長選挙[18][19]
- 福岡県小竹町長選挙[16][20]

## 争点

### 政局
- 第2次安倍改造内閣への評価

### 政策
- 経済政策（アベノミクス、消費税8%への引き上げと10%先送り[21]、軽減税率、女性の社会進出、TPP、雇用問題）
- エネルギー政策（原発の再稼働や代替エネルギーの確保、電力自由化）
- 地方創生、地方分権
- 国防、安全保障（特定秘密保護法、集団的自衛権）
- 東日本大震災復興
- 行政改革（議員定数削減・一票の格差是正）

など
- 沖縄県では、翁長雄志知事を支持する陣営が全選挙区で候補者調整を行った為、在日米軍普天間飛行場の名護市辺野古への移設の是非も争点になっている[23][24]。

## 選挙活動

### 党派別立候補者数
| 党派 | 党派             | 計   | 内訳 | 内訳 | 内訳 | 男性 | 女性 | 小選挙区 | 小選挙区 | 小選挙区 | 小選挙区 | 小選挙区 | 小選挙区 | 比例代表 | 比例代表 | 比例代表 | 比例代表 | 比例代表 | 比例代表 | 比例代表 | 比例代表 | 公示前 |
| 党派 | 党派             | 計   | 前   | 元   | 新   | 男性 | 女性 | 計       | 前       | 元       | 新       | 男性     | 女性     | 計       | 単独     | 重複     | 前       | 元       | 新       | 男性     | 女性     | 公示前 |
| ---- | ---------------- | ---- | ---- | ---- | ---- | ---- | ---- | -------- | -------- | -------- | -------- | -------- | -------- | -------- | -------- | -------- | -------- | -------- | -------- | -------- | -------- | ------ |
|      | 自由民主党       | 352  | 288  | 6    | 58   | 310  | 42   | 283      | 267      | 2        | 14       | 261      | 22       | 341      | 69       | 272      | 21       | 4        | 44       | 49       | 20       | 295    |
|      | 民主党           | 198  | 62   | 83   | 53   | 169  | 29   | 178      | 61       | 78       | 39       | 150      | 28       | 197      | 20       | 177      | 1        | 5        | 14       | 19       | 1        | 62     |
|      | 維新の党         | 84   | 41   | 12   | 31   | 75   | 9    | 77       | 39       | 10       | 28       | 68       | 9        | 83       | 7        | 76       | 2        | 2        | 3        | 7        | 0        | 42     |
|      | 公明党           | 51   | 31   | 0    | 20   | 48   | 3    | 9        | 9        | 0        | 0        | 9        | 0        | 42       | 42       | 0        | 22       | 0        | 20       | 39       | 3        | 31     |
|      | 次世代の党       | 48   | 18   | 2    | 28   | 45   | 3    | 39       | 15       | 2        | 22       | 37       | 2        | 45       | 9        | 36       | 3        | 0        | 6        | 8        | 1        | 19     |
|      | 日本共産党       | 315  | 7    | 1    | 307  | 236  | 79   | 292      | 2        | 1        | 289      | 221      | 71       | 42       | 23       | 19       | 5        | 0        | 18       | 15       | 8        | 8      |
|      | 生活の党         | 20   | 5    | 9    | 6    | 17   | 3    | 13       | 5        | 4        | 4        | 11       | 2        | 19       | 7        | 12       | 0        | 5        | 2        | 6        | 1        | 5      |
|      | 社会民主党       | 25   | 2    | 1    | 22   | 24   | 1    | 18       | 2        | 1        | 15       | 18       | 0        | 24       | 7        | 17       | 0        | 0        | 7        | 6        | 1        | 2      |
|      | 新党改革         | 4    | 0    | 0    | 4    | 3    | 1    | -        | -        | -        | -        | -        | -        | 4        | 4        | 0        | 0        | 0        | 4        | 3        | 1        | 0      |
|      | 幸福実現党       | 42   | 0    | 0    | 42   | 23   | 19   | -        | -        | -        | -        | -        | -        | 42       | 42       | 0        | 0        | 0        | 42       | 23       | 19       | 0      |
|      | 支持政党なし     | 2    | 0    | 0    | 2    | 1    | 1    | -        | -        | -        | -        | -        | -        | 2        | 2        | 0        | 0        | 0        | 2        | 1        | 1        | 0      |
|      | 世界経済共同体党 | 1    | 0    | 0    | 1    | 1    | 0    | 1        | 0        | 0        | 1        | 1        | 0        | -        | -        | -        | -        | -        | -        | -        | -        | 0      |
|      | 犬丸勝子と共和党 | 1    | 0    | 0    | 1    | 0    | 1    | 1        | 0        | 0        | 1        | 0        | 1        | -        | -        | -        | -        | -        | -        | -        | -        | 0      |
|      | 減税日本         | 2    | 0    | 0    | 2    | 1    | 1    | 2        | 0        | 0        | 2        | 1        | 1        | -        | -        | -        | -        | -        | -        | -        | -        | 0      |
|      | みらい党         | 1    | 0    | 0    | 1    | 1    | 0    | 1        | 0        | 0        | 1        | 1        | 0        | -        | -        | -        | -        | -        | -        | -        | -        | 0      |
|      | 無所属           | 45   | 16   | 3    | 26   | 39   | 6    | 45       | 16       | 3        | 26       | 39       | 6        | -        | -        | -        | -        | -        | -        | -        | -        | 15     |
| 合計 | 合計             | 1191 | 470  | 117  | 604  | 993  | 198  | 959      | 416      | 101      | 442      | 817      | 142      | 841      | 232      | 609      | 54       | 22       | 156      | 176      | 56       | 480    |

野党第一党である民主党の立候補者数は、過半数を下回っている。

#### 比例ブロック別立候補者数
| 地域   | 立候補者数 | 立候補者数 | 立候補者数 | 立候補者数 | 立候補者数 | 計 |
| 地域   | 2          | 3          | 4          | 5          | 6          | 計 |
| ------ | ---------- | ---------- | ---------- | ---------- | ---------- | -- |
| 北海道 | 0          | 9          | 3          | 0          | 0          | 12 |
| 東北   | 0          | 20         | 3          | 2          | 0          | 25 |
| 北関東 | 4          | 22         | 6          | 0          | 0          | 32 |
| 南関東 | 2          | 15         | 13         | 3          | 0          | 33 |
| 東京   | 0          | 9          | 11         | 4          | 1          | 25 |
| 北信越 | 1          | 14         | 4          | 0          | 0          | 19 |
| 東海   | 2          | 24         | 5          | 1          | 1          | 33 |
| 近畿   | 5          | 26         | 13         | 4          | 0          | 48 |
| 中国   | 3          | 15         | 2          | 0          | 0          | 20 |
| 四国   | 1          | 7          | 3          | 0          | 0          | 11 |
| 九州   | 14         | 17         | 4          | 1          | 1          | 37 |

### 党派の動き

#### 公約
各党派の公約・マニフェストは次の通りである。
- 自由民主党　：自民党重点政策2014 要約版 (PDF)
- 公明党　　　：公明党政策集 Policy2014 子ども・子育てマニフェスト (PDF)
- 民主党　　　：民主党の政権政策Manifesto2014民主党政策集2014 (PDF)
- 維新の党　　：第47回衆議院議員総選挙マニフェスト (PDF)
- 次世代の党　：（政策集）次世代が希望を持てる日本を (PDF)
- 日本共産党　：総選挙政策要約版 (PDF)
- 生活の党　　：生活の党　重点政策 (PDF)
- 社会民主党　：衆議院選挙公約2014 (PDF)
- 新党改革　　：2014・約束要約版 (PDF)
- 幸福実現党　：2014年衆院選主要政策 (PDF)
- 支持政党なし：政策一切なし
- 世界経済共同体党：本衆議院選の政治スタンス・政策 (PDF)
- 犬丸勝子と共和党：犬丸勝子と共和党の公約(選挙ビラ中段に記載)
- 減税日本　　：12/14衆院選向け公約発表
- みらい党　　：政策(詳細版)

##### マニフェストの評価・比較
- 言論NPOは、「2014年衆議院選挙 マニフェスト評価」 を発表している。
- 早稲田大学マニフェスト研究所は、政党マニフェスト「政策比較表」 と、政党マニフェスト「できばえチェック表」 を発表している[26]。
- 選挙政治サイト政治山は、東京大学大学院情報学環交流研究員の本田正美との協同調査による、衆議院議員選挙2014「マニフェスト・公約 比較表」 を掲載している。

#### キャッチコピー
各党派のキャッチコピーは次の通りである。
- 自由民主党　：景気回復、この道しかない。
- 公明党　　　：いまこそ、軽減税率実現へ。
- 民主党　　　：今こそ、流れを変える時。
- 維新の党　　：身を切る改革。実のある改革。
- 次世代の党　：次世代が希望を持てる日本を
- 日本共産党　：暴走ストップ! 政治を変える
- 生活の党　　：生活者本位の国へ。
- 社会民主党　：平和と福祉はやっぱり社民党
- 新党改革　　：豊かな社会へ
- 幸福実現党　：この国に、もっと自由を。
- 支持政党なし：この選択肢が欲しくありませんか？

#### プロモーション
各党派のプロモーションは次の通りである。
- 自由民主党　：【自民党 新CM（30秒Ver.）】「景気回復、この道しかない。」自民党 - YouTubeチャンネルより
- 民主党　　　：民主党　TVCM　女性の味方編・応援編Ａ・応援編Ｂ民主党 - YouTubeチャンネルより
- 維新の党　　：【CM】改革（実績）篇・決意篇維新の党 - YouTubeチャンネルより
- 次世代の党　：タブーブタ／次世代の党・次世代の視点／次世代の党・次世代が希望を持てる日本を次世代の党 - YouTubeチャンネルより
- 日本共産党　：「カクサン部！ぜんぶ入り」篇・「スナック」篇・「結婚話」篇・「ブレイクダンス」篇・「会議室」篇日本共産党 - YouTubeチャンネルより
- 生活の党　　：生活の党 WebCM生活の党 - YouTubeチャンネルより
- 幸福実現党　：【幸福実現党CM】もし消費税が10%に増税されたら？逆に5％に減税したら？・幸福実現党　衆院選2014CM　自由論編（15秒）・幸福実現党CM　衆院選2014　消費減税①（15秒）・幸福実現党CM　衆院選2014　消費減税②（15秒）・この国に、もっと自由を。―幸福実現党　3つの挑戦―【比例は幸福へ】・幸福実現党ラジオCM　衆院選2014（20秒）幸福実現党 - YouTubeチャンネルより

### 自民党による「公平中立」な報道の要望
衆議院解散前日の11月20日付でNHKと在京民放テレビ局に対し、与党の自由民主党筆頭副幹事長萩生田光一・報道局長福井照の連名で
- 出演者の発言回数や時間：「出演者の発言回数や時間などは公平を期す」
- ゲスト出演者の選定：「ゲスト出演者などの選定についても公平中立、公正を期す」
- テーマ選び：「テーマについて特定政党出演者への意見の集中などがないようにする」
- 街頭インタビューや資料映像の使い方：「街頭インタビュー、資料映像などでも一方的な意見に偏らない」

と、4項目について「公平中立、公正」の確保を要望する内容の文書が渡されていた。毎日新聞によれば、公示前に細かに注意を求める内容の要望が行われるのは異例。これに対し日本民間放送労働組合連合会は「選挙に際して公正な報道を求める要請は、これまで各政党から行われてきた経緯はあるが、政権政党が、報道番組の具体的な表現手法にまで立ち入って事細かに要請することは前代未聞であり、許しがたい蛮行と言わざるを得ない。日本国憲法が保障する表現の自由、放送法が保障する番組編集の自由への極めて重大な侵害に当たることは言うまでもなく、私たち放送労働者は、このように露骨な報道への介入に対して、怒りをもって抗議する」などと声明した。

## 選挙結果
選挙結果は与党が議席数の3分の2を維持した。

選挙結果地図

投票率は戦後最低だった前回2012年の59.32%を大きく下回る52.66%を記録した。都道府県別では青森県が最も低い46.83%を記録するなど8県で50%割れとなり、全ての都道府県で60%に届かなかった。また全ての県で前回2012年の投票率を下回ったうえ、多くの都道府県で戦後最低を記録した。前回と比べて最も投票率の低下が大きかったのは石川県で、前回61.92%から12.76ポイントも低い49.16%だった。低投票率となった理由として解散の大義が理解されなかったこと、野党が政権選択を示せなかったこと、候補者調整により選挙区ごとの選択肢が狭められたことなどを背景とした国民関心の低さや、東北地方などで寒波や大雪が重なったことなどが挙げられている。
沖縄県では、翁長雄志（沖縄県知事）を支持し、普天間基地の県内移設に反対する統一勢力「オール沖縄」を掲げる野党、無所属候補が4つの選挙区すべてで自民党の前議員を破って当選した。しかし敗れた自民党候補らは比例九州ブロックで比例復活したため、沖縄県内小選挙区の立候補者9人が全員当選するという、極めて珍しい事態が発生した。
初当選者（新人議員）は、2009年の158人、2012年の184人から大幅に減少し、1996年に現行制度（小選挙区比例代表並立制）が導入されて以来最少、戦後でも2番目の少なさの43人であり、当選者全体に占める割合は9.1%となった。選挙のたびに大勝する政党が入れ替わる振り子現象が止まったことや、自民党や民主党、維新の党が前職と元職を中心に候補者を擁立したことなどが影響した。
女性候補者は198人となり、前回2012年の225人より27人減少した。ただ全候補者に占める割合は16.6%で、過去最多の女性候補者が出馬した2009年の16.7%と同レベルに達した。女性当選者数は45人で、2009年の54人に次いで2番目に多かった。女性当選者の数が一番多いのは自民党の25人、割合が一番多いのは日本共産党の28.6%（21人中6人）であった。

### 党派別獲得議席
| |                          |                          |           |          |               |                |          |           |             |          |        |
| 党派 | 党派                     | 党派                     | 合計 議席 | 増減     | 小選挙区      | 小選挙区       | 小選挙区 | 比例代表  | 比例代表    | 比例代表 | 公示前 |
| 党派 | 党派                     | 党派                     | 合計 議席 | 増減     | 議席          | 得票数         | 得票率   | 議席      | 得票数      | 得票率   | 公示前 |
| 与党 | 与党                     | 与党                     | 326       | 増減なし | 232           | 26,226,838.922 | 49.54%   | 94        | 24,973,152  | 46.82%   | 326    |
| |                          | 自由民主党               | 291       | 004      | 223           | 25,461,448.922 | 48.10%   | 68        | 17,658,916  | 33.11%   | 295    |
| | 公明党                   | 35                       | 004       | 9        | 765,390.000   | 1.45%          | 26       | 7,314,236 | 13.71%      | 31       |        |
| 野党・無所属 | 野党・無所属             | 野党・無所属             | 149       | 005      | 63            | 26,712,951.036 | 50.46%   | 86        | 28,361,295  | 53.18%   | 154    |
| |                          | 民主党                   | 73        | 010      | 38            | 11,916,849.274 | 22.51%   | 35        | 9,775,991   | 18.33%   | 63     |
| | 維新の党                 | 41                       | 001       | 11       | 4,319,645.823 | 8.16%          | 30       | 8,382,699 | 15.72%      | 42       |        |
| | 次世代の党               | 2                        | 017       | 2        | 947,395.994   | 1.79%          | 0        | 1,414,919 | 2.65%       | 19       |        |
| | 日本共産党               | 21                       | 013       | 1        | 7,040,169.793 | 13.30%         | 20       | 6,062,962 | 11.37%      | 8        |        |
| | 生活の党                 | 2                        | 003       | 2        | 514,575.000   | 0.97%          | 0        | 1,028,721 | 1.93%       | 5        |        |
| | 社会民主党               | 2                        | 増減なし  | 1        | 419,347.000   | 0.79%          | 1        | 1,314,441 | 2.46%       | 2        |        |
| | 新党改革                 | 0                        | 増減なし  | -        | -             | -              | 0        | 16,597    | 0.03%       | 0        |        |
| | 幸福実現党               | 0                        | 増減なし  | -        | -             | -              | 0        | 260,111   | 0.49%       | 0        |        |
| | 支持政党なし             | 0                        | 増減なし  | -        | -             | -              | 0        | 104,854   | 0.20%       | 0        |        |
| | 世界経済共同体党         | 0                        | 増減なし  | 0        | 1,416.000     | 0.00%          | -        | -         | -           | 0        |        |
| | 犬丸勝子と共和党         | 0                        | 増減なし  | 0        | 4,668.000     | 0.01%          | -        | -         | -           | 0        |        |
| | 減税日本                 | 0                        | 増減なし  | 0        | 32,759.000    | 0.06%          | -        | -         | -           | 0        |        |
| | みらい党                 | 0                        | 増減なし  | 0        | 4,883.000     | 0.01%          | -        | -         | -           | 0        |        |
| | 無所属                   | 8                        | 007       | 8        | 1,511,242.152 | 2.85%          | -        | -         | -           | 15       |        |
| 総計 | 総計                     | 総計                     | 475       | 005      | 295           | 52,939,789.958 | 100.0%   | 180       | 53,334,447  | 100.0%   | 480    |
| 有効票数（有効率）                                                                                                  | 有効票数（有効率）       | 有効票数（有効率）       | -         | -        | -             | 52,939,790     | 96.71%   | -         | 53,334,447  | 97.45%   | -      |
| 無効票・白票数（無効率）                                                                                            | 無効票・白票数（無効率） | 無効票・白票数（無効率） | -         | -        | -             | 1,801,562      | 3.29%    | -         | 1,398,283   | 2.55%    | -      |
| 投票総数 | 投票総数                 | 投票総数                 | -         | -        | -             | 54,741,352     | -        | -         | 54,732,730  | -        | -      |
| 不足票数（不足率）                                                                                                  | 不足票数（不足率）       | 不足票数（不足率）       | -         | -        | -             | 20,991         | 0.04%    | -         | 22,738      | 0.04%    | -      |
| 投票者数（投票率）                                                                                                  | 投票者数（投票率）       | 投票者数（投票率）       | -         | -        | -             | 54,762,343     | 52.62%   | -         | 54,755,468  | 52.62%   | -      |
| 国内投票者数（投票率）                                                                                              | 国内投票者数（投票率）   | 国内投票者数（投票率）   | -         | -        | -             | 54,743,087     | 52.66%   | -         | 54,735,787  | 52.65%   | -      |
| 在外投票者数（投票率）                                                                                              | 在外投票者数（投票率）   | 在外投票者数（投票率）   | -         | -        | -             | 19,256         | 18.46%   | -         | 19,681      | 18.87%   | -      |
| 棄権者数（棄権率）                                                                                                  | 棄権者数（棄権率）       | 棄権者数（棄権率）       | -         | -        | -             | 49,304,761     | 47.38%   | -         | 49,311,637  | 47.38%   | -      |
| 国内棄権者数（棄権率）                                                                                              | 国内棄権者数（棄権率）   | 国内棄権者数（棄権率）   | -         | -        | -             | 49,219,697     | 47.34%   | -         | 49,226,998  | 47.35%   | -      |
| 在外棄権者数（棄権率）                                                                                              | 在外棄権者数（棄権率）   | 在外棄権者数（棄権率）   | -         | -        | -             | 85,064         | 81.54%   | -         | 84,639      | 81.13%   | -      |
| 有権者数 | 有権者数                 | 有権者数                 | -         | -        | -             | 104,067,104    | 100.0%   | -         | 104,067,105 | 100.0%   | -      |
| 国内有権者数（国内率）                                                                                              | 国内有権者数（国内率）   | 国内有権者数（国内率）   | -         | -        | -             | 103,962,784    | 99.90%   | -         | 103,962,785 | 99.90%   | -      |
| 在外有権者数（在外率）                                                                                              | 在外有権者数（在外率）   | 在外有権者数（在外率）   | -         | -        | -             | 104,320        | 0.10%    | -         | 104,320     | 0.10%    | -      |
| 出典：“第47回衆議院議員総選挙・最高裁判所裁判官国民審査結果調”. 総務省. (2014年12月19日) 2014年12月25日閲覧。 (PDF) |                          |                          |           |          |               |                |          |           |             |          |        |

小選挙区投票率：52.66%（前回比： 6.66%）
【男性：53.66%（前回比： 6.48%）　女性：51.72%（前回比： 6.83%）】 
在外投票率：18.46%（前回比： 1.54%）
【男性：21.13%（前回比： 2.13%）　女性：16.11%（前回比： 0.90%）】
比例区投票率：52.65%（前回比： 6.66%）
【男性：53.65%（前回比： 6.48%）　女性：51.71%（前回比： 6.84%）】
在外投票率：18.87%（前回比： 1.54%）
【男性：21.40%（前回比： 2.12%）　女性：16.64%（前回比： 0.90%）】

### 各党の結果

#### 与党
与党の自由民主党が単独で絶対安定多数の266を超える291議席、公明党は選挙区で全員が当選するなどして現行制度下で最多の35議席を獲得し、合わせて議席数の3分の2以上を維持した。
自民党と公明党が前回同様の大勝を収めた理由としては、安倍政権の主要政策について現時点で評価することは難しく、第3極に対する支持低下によって議席を微増させた民主党も選挙準備の不足や政策の対抗軸に欠けており、与党に対抗できる相手となり得なかったことなどが挙げられている。投票先に戸惑った有権者の多くは棄権するか、共産党に投じたと分析されている。小選挙区における死票は、全体の約48％（約2540万票）であった。

#### 野党
民主党は元職や元参議院議員を当選させ73議席を獲得し、党勢を若干回復させた。しかし、民主党代表である海江田万里が小選挙区で敗れ比例復活もかなわず落選するなど、完全に勢いを取り戻したとは言い難い結果となった。野党第一党の現職党首が総選挙で落選したのは、1949年の第24回衆議院議員総選挙で日本社会党委員長の片山哲が落選して以来、65年ぶりである。
いわゆる第三極と呼ばれる政党はいずれも「第三極ブーム」の低潮により苦戦を強いられた。維新の党は民主党などと一部の選挙区で候補者調整を行い、野党共闘に参加したが公示前の42から41（1人は不出馬）へ微減した。特に日本維新の会として戦った前回躍進の象徴となった大阪府の小選挙区で半分を失い、国対委員長の松浪健太や足立康史、浦野靖人などの候補は比例復活で議席を確保する形となった。代表代行の松野頼久も前回同様比例復活に甘んじるなど、全体的に党勢に翳りをうかがわせる結果となった。
旧日本維新の会のうち、石原慎太郎や平沼赳夫などを中心に結成した次世代の党は「自民党の右側に確固たる軸を作る」をスローガンに、自主憲法の制定や生活保護の受給者から外国人を除外するなどの右派色の強い公約を掲げ選挙に挑んだが、比例区では議席を獲得できず、小選挙区を制した党首の平沼と園田博之の2議席のみに留まり、目玉候補として注目された元航空幕僚長の田母神俊雄も議席を獲得できず、最高顧問で自ら比例東京ブロックの下位単独候補に回った石原、党幹部の山田宏、中田宏、桜内文城、ベテラン議員の藤井孝男、中山成彬らが議席を失い、公示前19議席の殆どを失う惨敗を喫した。
元日本未来の党の議員が参加した生活の党は、党首の小沢の方針もあり一部の候補者が他党からの立候補を選択したため、党公認候補自体が少数での選挙戦となり、脱原発やアベノミクス批判を展開するも他党に埋没し、こちらも比例区で議席を獲得できなかったことで代表の小沢一郎の岩手4区と、「オール沖縄」の統一候補として立候補した玉城デニー（沖縄3区）の小選挙区2議席のみに留まり、得票率2%未満かつ衆・参合わせて4人の議員となったため政党要件を失った。その後「新党ひとりひとり」の代表である参議院議員の山本太郎が合流し「生活の党と山本太郎となかまたち」に党名変更、同時に政党要件を回復している。
日本共産党は「オール沖縄」の統一候補として立候補した赤嶺政賢が沖縄1区で議席を獲得し、小選挙区で18年ぶりに議席を獲得。全国的にもアベノミクス批判や集団的自衛権行使容認の閣議決定反対、消費税増税反対など「自共対決」を掲げて安倍政権の批判票を集めることに成功し、比例区で北海道・北陸信越・中国各ブロックで2000年の総選挙以来の議席を獲得し、20議席を獲得し躍進した。赤嶺の議席を合わせて計21議席を獲得したため衆議院での議案提出権を得た。
社会民主党は消費税増税反対や護憲などのほか、同性婚の法制化などの公約を掲げたが公示前の2議席を維持するにとどまった。吉田忠智と党首選を争った石川大我が日本初のオープンゲイ候補として比例東京ブロックより立候補したが、落選した。比例区の得票率は2.46%と僅かながら上昇し、政党要件喪失の危機からは若干ながら遠ざかる形となった。
第23回参議院議員通常選挙同様メディアでは「護憲派の明暗がくっきり分かれた」と報じられた。

#### 諸派・無所属
新党改革は公職選挙法上の政党要件を満たせなかったため、比例東京ブロックにのみ候補者を擁立したが、全員落選した。
佐野秀光が設立した「支持政党なし」という名の政治団体が比例北海道ブロックに候補者を2人擁立。党としての政策を持たずインターネットを利用した直接民主制を採用するといった特異な主張を掲げた。議席の獲得には及ばなかったが次世代の党と社民党といった既存政党の得票数を抜き、その党名を含む議論が起こった。
減税日本は愛知1区と愛知3区に候補者を擁立するも落選した。
幸福実現党は小選挙区での立候補を見送り、比例すべてのブロックで候補者を擁立したが、全員落選した。
世界経済共同体党、犬丸勝子と共和党、みらい党は小選挙区のみ擁立したが、すべて落選した。
無所属で立候補した前議員のうち、元みんなの党代表の渡辺喜美が自身の不祥事も影響し、栃木3区で自民新人の簗和生に敗れ、初めて落選を喫している。

## 政党
| 与党(自公連立政権) 自由民主党：291議席 総裁：安倍晋三 副総裁 ：高村正彦 幹事長 ：谷垣禎一 総務会長 ：二階俊博 政務調査会長 ：稲田朋美 国会対策委員長：佐藤勉 選挙対策委員長：茂木敏充 参議院議員会長：溝手顕正             | 公明党：35議席 代表：山口那津男 副代表 ：北側一雄 古屋範子 幹事長 ：井上義久 中央幹事会会長：漆原良夫 政務調査会長 ：石井啓一 国会対策委員長：大口善徳 選挙対策委員長：斉藤鉄夫 参議院議員会長：魚住裕一郎 | |
| 野党 民主党：73議席 代表：海江田万里 代表代行 ：高木義明 岡田克也 幹事長 ：枝野幸男 政策調査会長 ：福山哲郎 国会対策委員長：川端達夫 選挙対策委員長：馬淵澄夫 参議院議員会長：郡司彰                                       | 維新の党：41議席 代表：江田憲司 橋下徹 代表代行 ：松野頼久 幹事長 ：松井一郎 政務調査会長 ：柿沢未途 総務会長 ：片山虎之助 国会対策委員長：松浪健太 選挙対策委員長：松野頼久（兼）                         | 日本共産党：21議席 委員長：志位和夫 書記局長 ：山下芳生 政策委員会責任者：小池晃 国会対策委員長 ：穀田恵二 参議院議員団長 ：小池晃（兼）                                          |
| 次世代の党：2議席 党首：平沼赳夫 幹事長 ：山田宏 両院議員総会長：中山成彬 総務会長 ：藤井孝男 政策調査会長 ：桜内文城 国会対策委員長：中田宏 選挙対策委員長：藤井孝男（兼） 最高顧問 ：石原慎太郎 顧問 ：園田博之 江口克彦 | 生活の党：2議席 代表：小沢一郎 代表代行 :森裕子 副代表 ：主濱了 谷亮子 幹事長 ：（空席） 政策審議会長 ：畑浩治 国会対策委員長：（空席） 選挙対策委員長：小沢一郎（兼） 参議院議員会長：主濱了（兼）        | 社会民主党：2議席 党首：吉田忠智 副党首 ：福島瑞穂 幹事長 ：又市征治 政策審議会長 ：吉川元 国会対策委員長：照屋寛徳 選挙対策委員長：又市征治（兼） 参議院議員会長：又市征治（兼） |

## 議員

### 小選挙区当選者
自民党   民主党   維新の党   公明党   共産党   生活の党   次世代の党   社民党   無所属 
| 都道府県 | 区   | 当選者     | 区   | 当選者       | 区   | 当選者     | 区   | 当選者     | 区   | 当選者     | ブロック | 小選挙区増減                                                                                 |
| -------- | ---- | ---------- | ---- | ------------ | ---- | ---------- | ---- | ---------- | ---- | ---------- | -------- | -------------------------------------------------------------------------------------------- |
| 北海道   | 1区  | 横路孝弘   | 2区  | 吉川貴盛     | 3区  | 高木宏壽   | 4区  | 中村裕之   | 5区  | 町村信孝   | 北海道   | 自民党 11→8 公明党 1→1 民主党 0→3                                                            |
| 北海道   | 6区  | 佐々木隆博 | 7区  | 伊東良孝     | 8区  | 逢坂誠二   | 9区  | 堀井学     | 10区 | 稲津久     | 北海道   | 自民党 11→8 公明党 1→1 民主党 0→3                                                            |
| 北海道   | 11区 | 中川郁子   | 12区 | 武部新       |      |            |      |            |      |            | 北海道   | 自民党 11→8 公明党 1→1 民主党 0→3                                                            |
| 青森県   | 1区  | 津島淳     | 2区  | 江渡聡徳     | 3区  | 大島理森   | 4区  | 木村太郎   |      |            | 東北     | 自民党 19→19 民主党 4→4 維新の党 0→1 生活の党 1→1 無所属 1→0                                 |
| 岩手県   | 1区  | 階猛       | 2区  | 鈴木俊一     | 3区  | 黄川田徹   | 4区  | 小沢一郎   |      |            | 東北     | 自民党 19→19 民主党 4→4 維新の党 0→1 生活の党 1→1 無所属 1→0                                 |
| 宮城県   | 1区  | 土井亨     | 2区  | 秋葉賢也     | 3区  | 西村明宏   | 4区  | 伊藤信太郎 | 5区  | 安住淳     | 東北     | 自民党 19→19 民主党 4→4 維新の党 0→1 生活の党 1→1 無所属 1→0                                 |
| 宮城県   | 6区  | 小野寺五典 |      |              |      |            |      |            |      |            | 東北     | 自民党 19→19 民主党 4→4 維新の党 0→1 生活の党 1→1 無所属 1→0                                 |
| 秋田県   | 1区  | 冨樫博之   | 2区  | 金田勝年     | 3区  | 御法川信英 |      |            |      |            | 東北     | 自民党 19→19 民主党 4→4 維新の党 0→1 生活の党 1→1 無所属 1→0                                 |
| 山形県   | 1区  | 遠藤利明   | 2区  | 鈴木憲和     | 3区  | 加藤鮎子   |      |            |      |            | 東北     | 自民党 19→19 民主党 4→4 維新の党 0→1 生活の党 1→1 無所属 1→0                                 |
| 福島県   | 1区  | 亀岡偉民   | 2区  | 根本匠       | 3区  | 玄葉光一郎 | 4区  | 小熊慎司   | 5区  | 吉野正芳   | 東北     | 自民党 19→19 民主党 4→4 維新の党 0→1 生活の党 1→1 無所属 1→0                                 |
| 茨城県   | 1区  | 田所嘉徳   | 2区  | 額賀福志郎   | 3区  | 葉梨康弘   | 4区  | 梶山弘志   | 5区  | 大畠章宏   | 北関東   | 自民党 27→26 民主党 2→4 無所属 3→2                                                           |
| 茨城県   | 6区  | 丹羽雄哉   | 7区  | 中村喜四郎   |      |            |      |            |      |            | 北関東   | 自民党 27→26 民主党 2→4 無所属 3→2                                                           |
| 栃木県   | 1区  | 船田元     | 2区  | 福田昭夫     | 3区  | 簗和生     | 4区  | 佐藤勉     | 5区  | 茂木敏充   | 北関東   | 自民党 27→26 民主党 2→4 無所属 3→2                                                           |
| 群馬県   | 1区  | 佐田玄一郎 | 2区  | 井野俊郎     | 3区  | 笹川博義   | 4区  | 福田達夫   | 5区  | 小渕優子   | 北関東   | 自民党 27→26 民主党 2→4 無所属 3→2                                                           |
| 埼玉県   | 1区  | 村井英樹   | 2区  | 新藤義孝     | 3区  | 黄川田仁志 | 4区  | 豊田真由子 | 5区  | 枝野幸男   | 北関東   | 自民党 27→26 民主党 2→4 無所属 3→2                                                           |
| 埼玉県   | 6区  | 大島敦     | 7区  | 神山佐市     | 8区  | 柴山昌彦   | 9区  | 大塚拓     | 10区 | 山口泰明   | 北関東   | 自民党 27→26 民主党 2→4 無所属 3→2                                                           |
| 埼玉県   | 11区 | 小泉龍司   | 12区 | 野中厚       | 13区 | 土屋品子   | 14区 | 三ッ林裕巳 | 15区 | 田中良生   | 北関東   | 自民党 27→26 民主党 2→4 無所属 3→2                                                           |
| 千葉県   | 1区  | 田嶋要     | 2区  | 小林鷹之     | 3区  | 松野博一   | 4区  | 野田佳彦   | 5区  | 薗浦健太郎 | 南関東   | 定数1減 自民党 26→24 民主党 4→5 公明党 1→1 無所属 2→2 維新の党 1→1                           |
| 千葉県   | 6区  | 渡辺博道   | 7区  | 齋藤健       | 8区  | 桜田義孝   | 9区  | 秋本真利   | 10区 | 林幹雄     | 南関東   | 定数1減 自民党 26→24 民主党 4→5 公明党 1→1 無所属 2→2 維新の党 1→1                           |
| 千葉県   | 11区 | 森英介     | 12区 | 浜田靖一     | 13区 | 白須賀貴樹 |      |            |      |            | 南関東   | 定数1減 自民党 26→24 民主党 4→5 公明党 1→1 無所属 2→2 維新の党 1→1                           |
| 神奈川県 | 1区  | 松本純     | 2区  | 菅義偉       | 3区  | 小此木八郎 | 4区  | 浅尾慶一郎 | 5区  | 坂井学     | 南関東   | 定数1減 自民党 26→24 民主党 4→5 公明党 1→1 無所属 2→2 維新の党 1→1                           |
| 神奈川県 | 6区  | 上田勇     | 7区  | 鈴木馨祐     | 8区  | 江田憲司   | 9区  | 笠浩史     | 10区 | 田中和徳   | 南関東   | 定数1減 自民党 26→24 民主党 4→5 公明党 1→1 無所属 2→2 維新の党 1→1                           |
| 神奈川県 | 11区 | 小泉進次郎 | 12区 | 星野剛士     | 13区 | 甘利明     | 14区 | 赤間二郎   | 15区 | 河野太郎   | 南関東   | 定数1減 自民党 26→24 民主党 4→5 公明党 1→1 無所属 2→2 維新の党 1→1                           |
| 神奈川県 | 16区 | 後藤祐一   | 17区 | 牧島かれん   | 18区 | 山際大志郎 |      |            |      |            | 南関東   | 定数1減 自民党 26→24 民主党 4→5 公明党 1→1 無所属 2→2 維新の党 1→1                           |
| 山梨県   | 1区  | 中島克仁   | 2区  | 長崎幸太郎   |      |            |      |            |      |            | 南関東   | 定数1減 自民党 26→24 民主党 4→5 公明党 1→1 無所属 2→2 維新の党 1→1                           |
| 東京都   | 1区  | 山田美樹   | 2区  | 辻清人       | 3区  | 石原宏高   | 4区  | 平将明     | 5区  | 若宮健嗣   | 東京     | 自民党 21→22 民主党 2→1 公明党 1→1 維新の党 1→1                                              |
| 東京都   | 6区  | 越智隆雄   | 7区  | 長妻昭       | 8区  | 石原伸晃   | 9区  | 菅原一秀   | 10区 | 小池百合子 | 東京     | 自民党 21→22 民主党 2→1 公明党 1→1 維新の党 1→1                                              |
| 東京都   | 11区 | 下村博文   | 12区 | 太田昭宏     | 13区 | 鴨下一郎   | 14区 | 松島みどり | 15区 | 柿沢未途   | 東京     | 自民党 21→22 民主党 2→1 公明党 1→1 維新の党 1→1                                              |
| 東京都   | 16区 | 大西英男   | 17区 | 平沢勝栄     | 18区 | 土屋正忠   | 19区 | 松本洋平   | 20区 | 木原誠二   | 東京     | 自民党 21→22 民主党 2→1 公明党 1→1 維新の党 1→1                                              |
| 東京都   | 21区 | 小田原潔   | 22区 | 伊藤達也     | 23区 | 小倉將信   | 24区 | 萩生田光一 | 25区 | 井上信治   | 東京     | 自民党 21→22 民主党 2→1 公明党 1→1 維新の党 1→1                                              |
| 新潟県   | 1区  | 石崎徹     | 2区  | 細田健一     | 3区  | 黒岩宇洋   | 4区  | 金子恵美   | 5区  | 長島忠美   | 北陸信越 | 定数1減 自民党 18→16 民主党 2→2 維新の党 0→1                                                 |
| 新潟県   | 6区  | 高鳥修一   |      |              |      |            |      |            |      |            | 北陸信越 | 定数1減 自民党 18→16 民主党 2→2 維新の党 0→1                                                 |
| 富山県   | 1区  | 田畑裕明   | 2区  | 宮腰光寛     | 3区  | 橘慶一郎   |      |            |      |            | 北陸信越 | 定数1減 自民党 18→16 民主党 2→2 維新の党 0→1                                                 |
| 石川県   | 1区  | 馳浩       | 2区  | 佐々木紀     | 3区  | 北村茂男   |      |            |      |            | 北陸信越 | 定数1減 自民党 18→16 民主党 2→2 維新の党 0→1                                                 |
| 福井県   | 1区  | 稲田朋美   | 2区  | 高木毅       |      |            |      |            |      |            | 北陸信越 | 定数1減 自民党 18→16 民主党 2→2 維新の党 0→1                                                 |
| 長野県   | 1区  | 篠原孝     | 2区  | 務台俊介     | 3区  | 井出庸生   | 4区  | 後藤茂之   | 5区  | 宮下一郎   | 北陸信越 | 定数1減 自民党 18→16 民主党 2→2 維新の党 0→1                                                 |
| 岐阜県   | 1区  | 野田聖子   | 2区  | 棚橋泰文     | 3区  | 武藤容治   | 4区  | 金子一義   | 5区  | 古屋圭司   | 東海     | 自民党 27→22 民主党 6→10 維新の党 0→1                                                        |
| 静岡県   | 1区  | 上川陽子   | 2区  | 井林辰憲     | 3区  | 宮沢博行   | 4区  | 望月義夫   | 5区  | 細野豪志   | 東海     | 自民党 27→22 民主党 6→10 維新の党 0→1                                                        |
| 静岡県   | 6区  | 渡辺周     | 7区  | 城内実       | 8区  | 塩谷立     |      |            |      |            | 東海     | 自民党 27→22 民主党 6→10 維新の党 0→1                                                        |
| 愛知県   | 1区  | 熊田裕通   | 2区  | 古川元久     | 3区  | 近藤昭一   | 4区  | 工藤彰三   | 5区  | 赤松広隆   | 東海     | 自民党 27→22 民主党 6→10 維新の党 0→1                                                        |
| 愛知県   | 6区  | 丹羽秀樹   | 7区  | 山尾志桜里   | 8区  | 伊藤忠彦   | 9区  | 長坂康正   | 10区 | 江﨑鐵磨   | 東海     | 自民党 27→22 民主党 6→10 維新の党 0→1                                                        |
| 愛知県   | 11区 | 古本伸一郎 | 12区 | 重徳和彦     | 13区 | 大西健介   | 14区 | 今枝宗一郎 | 15区 | 根本幸典   | 東海     | 自民党 27→22 民主党 6→10 維新の党 0→1                                                        |
| 三重県   | 1区  | 川崎二郎   | 2区  | 中川正春     | 3区  | 岡田克也   | 4区  | 田村憲久   | 5区  | 三ツ矢憲生 | 東海     | 自民党 27→22 民主党 6→10 維新の党 0→1                                                        |
| 滋賀県   | 1区  | 大岡敏孝   | 2区  | 上野賢一郎   | 3区  | 武村展英   | 4区  | 武藤貴也   |      |            | 近畿     | 自民党 24→29 維新の党 12→6 公明党 6→6 民主党 5→6 無所属 1→1                                  |
| 京都府   | 1区  | 伊吹文明   | 2区  | 前原誠司     | 3区  | 宮崎謙介   | 4区  | 田中英之   | 5区  | 谷垣禎一   | 近畿     | 自民党 24→29 維新の党 12→6 公明党 6→6 民主党 5→6 無所属 1→1                                  |
| 京都府   | 6区  | 山井和則   |      |              |      |            |      |            |      |            | 近畿     | 自民党 24→29 維新の党 12→6 公明党 6→6 民主党 5→6 無所属 1→1                                  |
| 大阪府   | 1区  | 井上英孝   | 2区  | 左藤章       | 3区  | 佐藤茂樹   | 4区  | 中山泰秀   | 5区  | 國重徹     | 近畿     | 自民党 24→29 維新の党 12→6 公明党 6→6 民主党 5→6 無所属 1→1                                  |
| 大阪府   | 6区  | 伊佐進一   | 7区  | 渡嘉敷奈緒美 | 8区  | 大塚高司   | 9区  | 原田憲治   | 10区 | 辻元清美   | 近畿     | 自民党 24→29 維新の党 12→6 公明党 6→6 民主党 5→6 無所属 1→1                                  |
| 大阪府   | 11区 | 佐藤ゆかり | 12区 | 北川知克     | 13区 | 宗清皇一   | 14区 | 谷畑孝     | 15区 | 竹本直一   | 近畿     | 自民党 24→29 維新の党 12→6 公明党 6→6 民主党 5→6 無所属 1→1                                  |
| 大阪府   | 16区 | 北側一雄   | 17区 | 馬場伸幸     | 18区 | 遠藤敬     | 19区 | 丸山穂高   |      |            | 近畿     | 自民党 24→29 維新の党 12→6 公明党 6→6 民主党 5→6 無所属 1→1                                  |
| 兵庫県   | 1区  | 井坂信彦   | 2区  | 赤羽一嘉     | 3区  | 関芳弘     | 4区  | 藤井比早之 | 5区  | 谷公一     | 近畿     | 自民党 24→29 維新の党 12→6 公明党 6→6 民主党 5→6 無所属 1→1                                  |
| 兵庫県   | 6区  | 大串正樹   | 7区  | 山田賢司     | 8区  | 中野洋昌   | 9区  | 西村康稔   | 10区 | 渡海紀三朗 | 近畿     | 自民党 24→29 維新の党 12→6 公明党 6→6 民主党 5→6 無所属 1→1                                  |
| 兵庫県   | 11区 | 松本剛明   | 12区 | 山口壯       |      |            |      |            |      |            | 近畿     | 自民党 24→29 維新の党 12→6 公明党 6→6 民主党 5→6 無所属 1→1                                  |
| 奈良県   | 1区  | 馬淵澄夫   | 2区  | 高市早苗     | 3区  | 奥野信亮   | 4区  | 田野瀬太道 |      |            | 近畿     | 自民党 24→29 維新の党 12→6 公明党 6→6 民主党 5→6 無所属 1→1                                  |
| 和歌山県 | 1区  | 岸本周平   | 2区  | 石田真敏     | 3区  | 二階俊博   |      |            |      |            | 近畿     | 自民党 24→29 維新の党 12→6 公明党 6→6 民主党 5→6 無所属 1→1                                  |
| 鳥取県   | 1区  | 石破茂     | 2区  | 赤沢亮正     |      |            |      |            |      |            | 中国     | 自民党 18→18 無所属 1→1 次世代 0→1                                                           |
| 島根県   | 1区  | 細田博之   | 2区  | 竹下亘       |      |            |      |            |      |            | 中国     | 自民党 18→18 無所属 1→1 次世代 0→1                                                           |
| 岡山県   | 1区  | 逢沢一郎   | 2区  | 山下貴司     | 3区  | 平沼赳夫   | 4区  | 橋本岳     | 5区  | 加藤勝信   | 中国     | 自民党 18→18 無所属 1→1 次世代 0→1                                                           |
| 広島県   | 1区  | 岸田文雄   | 2区  | 平口洋       | 3区  | 河井克行   | 4区  | 中川俊直   | 5区  | 寺田稔     | 中国     | 自民党 18→18 無所属 1→1 次世代 0→1                                                           |
| 広島県   | 6区  | 亀井静香   | 7区  | 小林史明     |      |            |      |            |      |            | 中国     | 自民党 18→18 無所属 1→1 次世代 0→1                                                           |
| 山口県   | 1区  | 高村正彦   | 2区  | 岸信夫       | 3区  | 河村建夫   | 4区  | 安倍晋三   |      |            | 中国     | 自民党 18→18 無所属 1→1 次世代 0→1                                                           |
| 徳島県   | 1区  | 後藤田正純 | 2区  | 山口俊一     |      |            |      |            |      |            | 四国     | 定数2減 自民党 12→10 民主党 1→1                                                              |
| 香川県   | 1区  | 平井卓也   | 2区  | 玉木雄一郎   | 3区  | 大野敬太郎 |      |            |      |            | 四国     | 定数2減 自民党 12→10 民主党 1→1                                                              |
| 愛媛県   | 1区  | 塩崎恭久   | 2区  | 村上誠一郎   | 3区  | 白石徹     | 4区  | 山本公一   |      |            | 四国     | 定数2減 自民党 12→10 民主党 1→1                                                              |
| 高知県   | 1区  | 中谷元     | 2区  | 山本有二     |      |            |      |            |      |            | 四国     | 定数2減 自民党 12→10 民主党 1→1                                                              |
| 福岡県   | 1区  | 井上貴博   | 2区  | 鬼木誠       | 3区  | 古賀篤     | 4区  | 宮内秀樹   | 5区  | 原田義昭   | 九州     | 定数1減 自民党 34→28 民主党 0→2 無所属 2→3 日本共産党 0→1 生活の党 0→1 社民党 1→1 次世代 1→1 |
| 福岡県   | 6区  | 鳩山邦夫   | 7区  | 藤丸敏       | 8区  | 麻生太郎   | 9区  | 三原朝彦   | 10区 | 山本幸三   | 九州     | 定数1減 自民党 34→28 民主党 0→2 無所属 2→3 日本共産党 0→1 生活の党 0→1 社民党 1→1 次世代 1→1 |
| 福岡県   | 11区 | 武田良太   |      |              |      |            |      |            |      |            | 九州     | 定数1減 自民党 34→28 民主党 0→2 無所属 2→3 日本共産党 0→1 生活の党 0→1 社民党 1→1 次世代 1→1 |
| 佐賀県   | 1区  | 原口一博   | 2区  | 古川康       |      |            |      |            |      |            | 九州     | 定数1減 自民党 34→28 民主党 0→2 無所属 2→3 日本共産党 0→1 生活の党 0→1 社民党 1→1 次世代 1→1 |
| 長崎県   | 1区  | 冨岡勉     | 2区  | 加藤寛治     | 3区  | 谷川弥一   | 4区  | 北村誠吾   |      |            | 九州     | 定数1減 自民党 34→28 民主党 0→2 無所属 2→3 日本共産党 0→1 生活の党 0→1 社民党 1→1 次世代 1→1 |
| 熊本県   | 1区  | 木原稔     | 2区  | 野田毅       | 3区  | 坂本哲志   | 4区  | 園田博之   | 5区  | 金子恭之   | 九州     | 定数1減 自民党 34→28 民主党 0→2 無所属 2→3 日本共産党 0→1 生活の党 0→1 社民党 1→1 次世代 1→1 |
| 大分県   | 1区  | 吉良州司   | 2区  | 衛藤征士郎   | 3区  | 岩屋毅     |      |            |      |            | 九州     | 定数1減 自民党 34→28 民主党 0→2 無所属 2→3 日本共産党 0→1 生活の党 0→1 社民党 1→1 次世代 1→1 |
| 宮崎県   | 1区  | 武井俊輔   | 2区  | 江藤拓       | 3区  | 古川禎久   |      |            |      |            | 九州     | 定数1減 自民党 34→28 民主党 0→2 無所属 2→3 日本共産党 0→1 生活の党 0→1 社民党 1→1 次世代 1→1 |
| 鹿児島県 | 1区  | 保岡興治   | 2区  | 金子万寿夫   | 3区  | 野間健     | 4区  | 小里泰弘   | 5区  | 森山裕     | 九州     | 定数1減 自民党 34→28 民主党 0→2 無所属 2→3 日本共産党 0→1 生活の党 0→1 社民党 1→1 次世代 1→1 |
| 沖縄県   | 1区  | 赤嶺政賢   | 2区  | 照屋寛徳     | 3区  | 玉城デニー | 4区  | 仲里利信   |      |            | 九州     | 定数1減 自民党 34→28 民主党 0→2 無所属 2→3 日本共産党 0→1 生活の党 0→1 社民党 1→1 次世代 1→1 |

#### 補欠選挙
| 年   | 月日  | 選挙区                   | 新旧別                   | 当選者                   | 当選政党                 | 欠員                     | 欠員政党                 | 欠員事由      |
| ---- | ----- | ------------------------ | ------------------------ | ------------------------ | ------------------------ | ------------------------ | ------------------------ | ------------- |
| 2015 | 10    | 実施事由が生じたが、延期 | 実施事由が生じたが、延期 | 実施事由が生じたが、延期 | 実施事由が生じたが、延期 | 実施事由が生じたが、延期 | 実施事由が生じたが、延期 |               |
| 2016 | 4.24  | 北海道5区                | 新                       | 和田義明                 | 自民党                   | 町村信孝                 | 自民党                   | 2015.6.1死去  |
| 2016 | 4.24  | 京都3区                  | 元                       | 泉健太                   | 民進党                   | 宮崎謙介                 | 自民党                   | 2016.2.16辞職 |
| 2016 | 10.23 | 福岡6区                  | 新                       | 鳩山二郎                 | 無所属                   | 鳩山邦夫                 | 自民党                   | 2016.6.21死去 |
| 2016 | 10.23 | 東京10区                 | 前                       | 若狭勝                   | 自民党                   | 小池百合子               | 自民党                   | 2016.7.14退職 |
| 2017 | -     | 愛媛3区                  | （未実施）               | （未実施）               | （未実施）               | 白石徹                   | 自民党                   | 2017.3.17死去 |
| 2017 | -     | 青森4区                  | （未実施）               | （未実施）               | （未実施）               | 木村太郎                 | 自民党                   | 2017.7.25死去 |
| 2017 | -     | 新潟5区                  | （未実施）               | （未実施）               | （未実施）               | 長島忠美                 | 自民党                   | 2017.8.18死去 |

- 2017年10月の補欠選挙は実施の予定であったが、実施期日前に第48回衆議院議員総選挙が行われたため中止された（青森4区は欠員のまま廃止）。

### 比例区当選者
自民党   民主党   維新の党   公明党   共産党   社民党 
|    | 北海道   | 東北       | 北関東     | 南関東     | 東京       | 北陸信越   | 東海     | 近畿       | 中国     | 四国     | 九州       |
| -- | -------- | ---------- | ---------- | ---------- | ---------- | ---------- | -------- | ---------- | -------- | -------- | ---------- |
| 1  | 渡辺孝一 | 菅家一郎   | 西川公也   | 中谷真一   | 秋元司     | 山本拓     | 鈴木淳司 | 長尾敬     | 阿部俊子 | 福井照   | 岩田和親   |
| 2  | 鈴木貴子 | 金子恵美   | 小宮山泰子 | 阿部知子   | 長島昭久   | 鷲尾英一郎 | 中根康浩 | 小沢鋭仁   | 小島敏文 | 小川淳也 | 江田康幸   |
| 3  | 今津寛   | 藤原崇     | 牧原秀樹   | 宮川典子   | 松本文明   | 斎藤洋明   | 勝俣孝明 | 竹内譲     | 柚木道義 | 福山守   | 穴見陽一   |
| 4  | 荒井聰   | 升田世喜男 | 石井啓一   | 太田和美   | 笠井亮     | 吉田豊史   | 今井雅人 | 大西宏幸   | 斉藤鉄夫 | 石田祝稔 | 大串博志   |
| 5  | 佐藤英道 | 近藤洋介   | 坂本祐之輔 | 富田茂之   | 落合貴之   | 小松裕     | 大口善徳 | 足立康史   | 新谷正義 | 横山博幸 | 松野頼久   |
| 6  | 畠山和也 | 井上義久   | 塩川鉄也   | 志位和夫   | 高木陽介   | 菊田真紀子 | 伴野豊   | 穀田恵二   | 高井崇志 | 瀬戸隆一 | 西銘恒三郎 |
| 7  | 前田一男 | 高橋比奈子 | 中根一幸   | 義家弘介   | 鈴木隼人   | 藤野保史   | 青山周平 | 泉健太     | 池田道孝 |          | 田村貴昭   |
| 8  | 松木謙公 | 高橋千鶴子 | 宮崎岳志   | 奥野総一郎 | 松原仁     | 漆原良夫   | 本村伸子 | 神谷昇     | 大平喜信 |          | 遠山清彦   |
| 9  |          | 橋本英教   | 石川昭政   | 中山展宏   | 前川恵     | 木内均     | 池田佳隆 | 木下智彦   | 津村啓介 |          | 國場幸之助 |
| 10 |          | 寺田学     | 岡本三成   | 青柳陽一郎 | 宮本徹     | 西村智奈美 | 岡本充功 | 浮島とも子 | 桝屋敬悟 |          | 髙木義明   |
| 11 |          | 勝沼栄明   | 鈴木義弘   | 門山宏哲   | 初鹿明博   | 助田重義   | 牧義夫   | 安藤裕     | 古田圭一 |          | 宮路拓馬   |
| 12 |          | 村岡敏英   | 永岡桂子   | 古屋範子   | 若狭勝     |            | 大見正   | 吉村洋文   |          |          | 河野正美   |
| 13 |          | 郡和子     | 武正公一   | 畑野君枝   | 高木美智代 |            | 伊藤渉   | 宮本岳志   |          |          | 濱地雅一   |
| 14 |          | 真山祐一   | 梅村早江子 | 本村賢太郎 | 菅直人     |            | 小山展弘 | 川端達夫   |          |          | 比嘉奈津美 |
| 15 |          |            | 今野智博   | 堀内詔子   | 赤枝恒雄   |            | 神田憲次 | 谷川とむ   |          |          | 緒方林太郎 |
| 16 |          |            | 尾身朝子   | 篠原豪     | 池内沙織   |            | 松田直久 | 浦野靖人   |          |          | 吉川元     |
| 17 |          |            | 輿水恵一   | 山本朋広   | 木内孝胤   |            | 島津幸広 | 樋口尚也   |          |          | 宮崎政久   |
| 18 |          |            | 石関貴史   | 神山洋介   |            |            | 八木哲也 | 岡下昌平   |          |          | 真島省三   |
| 19 |          |            | 福島伸享   | 角田秀穂   |            |            | 鈴木克昌 | 上西小百合 |          |          | 吉田宣弘   |
| 20 |          |            | 木村弥生   | 福田峰之   |            |            | 島田佳和 | 清水忠史   |          |          | 下地幹郎   |
| 21 |          |            |            | 斉藤和子   |            |            | 中川康洋 | 門博文     |          |          | 今村雅弘   |
| 22 |          |            |            | 水戸将史   |            |            |          | 田島一成   |          |          |            |
| 23 |          |            |            |            |            |            |          | 松浪健太   |          |          |            |
| 24 |          |            |            |            |            |            |          | 濱村進     |          |          |            |
| 25 |          |            |            |            |            |            |          | 大隈和英   |          |          |            |
| 26 |          |            |            |            |            |            |          | 伊東信久   |          |          |            |
| 27 |          |            |            |            |            |            |          | 盛山正仁   |          |          |            |
| 28 |          |            |            |            |            |            |          | 堀内照文   |          |          |            |
| 29 |          |            |            |            |            |            |          | 平野博文   |          |          |            |

#### 繰上当選
| 年   | 月日 | ブロック | 新旧別 | 当選者   | 名簿政党   | 欠員     | 欠員事由       |
| ---- | ---- | -------- | ------ | -------- | ---------- | -------- | -------------- |
| 2015 | 10   | 近畿     | 前     | 椎木保   | 維新の党   | 吉村洋文 | 2015.10.1辞職  |
| 2016 | 4    | 近畿     | 元     | 北神圭朗 | 民主党     | 泉健太   | 2016.4.12退職  |
| 2016 | 10   | 東京     | 前     | 田畑毅   | 自由民主党 | 若狭勝   | 2016.10.11退職 |
| 2017 | 7    | 東北     | 前     | 吉田泉   | 民主党     | 郡和子   | 2017.7.9退職   |

当選者注釈
- 辞職

1. ↑  2016年7月、東京都知事選立候補のため辞職。
2. ↑  2016年2月、一身上の都合により辞職。
3. ↑  2016年4月、補欠選挙立候補のために辞職。
4. ↑  2016年10月、補欠選挙立候補のために辞職。
5. ↑  2015年9月、大阪市長選立候補のために辞職。
6. ↑  2017年7月、仙台市長選挙立候補のために辞職。

- 死去

1. ↑  2015年6月在職中に死去。
2. ↑  2017年7月在職中に死去、解散まで欠員。
3. ↑  2017年8月在職中に死去、解散まで欠員。
4. ↑  2017年3月在職中に死去、解散まで欠員。
5. ↑  2016年6月在職中に死去。

- 自民党関連

1. ↑  2015年1月、自民党に入党。
2. 1 2  2015年8月、自民党に復党。
3. ↑  井上は当選後自民党が追加公認。
4. ↑  開票直後に追加公認。

- 民進党関連

1. 1 2  2016年3月、民進党に再編
2. 1 2  分裂後に残留した衆議院議員の大半が民進党結党に参加
3. 1 2 3  維新の党を離党後、民進党結党に合流。
4. 1 2 3 4 5 6 7 8 9 10 11 12 13 14 15 16 17 18 19  民主党と合流し、民進党を結党。

- 維新関連

1. 1 2  2015年11月、おおさか維新の会が分裂後、2016年8月、日本維新の会に改名
2. 1 2 3 4 5 6 7 8 9 10 11 12  維新の党から分裂し、おおさか維新の会（現・日本維新の会）を結党。
3. 1 2  維新の党を離党後、おおさか維新の会（現・日本維新の会）に合流。
4. ↑  繰上当選後、おおさか維新の会（現・日本維新の会）に合流。維新の党から除名処分。

- 次世代の党関連

1. ↑  2015年8月、衆議院議員2名が自民党に復党し、2015年12月、「日本のこころを大切にする党」に党名変更。

- 無所属

1. ↑  2017年6月、離党。
2. 1 2  民進党を経て、2017年9月離党届を提出。
3. ↑  2017年8月、離党。
4. ↑  2017年9月、離党。
5. ↑  2015年8月、離党。
6. ↑  2015年11月、離党。
7. ↑  2017年7月、離党。
8. ↑  2016年3月、離党表明し、党から除籍処分。
9. ↑  2017年4月、離党表明し、党から除籍処分。
10. 1 2  民進党に合流後、2017年8月、離党届を提出し除名。
11. ↑  維新の党離党後、民進党結党に参加し、2017年9月離党。
12. ↑  2015年4月、党から除名処分。

### 初当選
計43名
※：参議院議員経験者
自由民主党
15名
- 加藤鮎子（山形3区）
- 宗清皇一（大阪13区）
- 古川康（佐賀2区）
- 尾身朝子（比例北関東）
- 木村弥生（比例北関東）

- 鈴木隼人（比例東京）
- 前川恵（比例東京）
- 若狭勝（比例東京）
- 大西宏幸（比例近畿）
- 大隈和英（比例近畿）

- 岡下昌平（比例近畿）
- 神谷昇（比例近畿）
- 谷川とむ（比例近畿）
- 古田圭一（比例中国）
- 宮路拓馬（比例九州）

民主党
1名
- 金子恵美※（比例東北）

維新の党
8名
- 升田世喜男（比例東北）
- 篠原豪（比例南関東）
- 水戸将史※（比例南関東）
- 落合貴之（比例東京）

- 吉田豊史（比例北陸信越）
- 松田直久（比例東海）
- 吉村洋文（比例近畿）
- 横山博幸（比例四国）

公明党
4名
- 真山祐一（比例東北）
- 角田秀穂（比例南関東）
- 中川康洋（比例東海）
- 吉田宣弘（比例九州）

日本共産党
14名
- 畠山和也（比例北海道）
- 梅村早江子（比例北関東）
- 斉藤和子（比例南関東）
- 畑野君枝※（比例南関東）
- 宮本徹（比例東京）

- 池内沙織（比例東京）
- 藤野保史（比例北陸信越）
- 本村伸子（比例東海）
- 島津幸広（比例東海）
- 堀内照文（比例近畿）

- 清水忠史（比例近畿）
- 大平喜信（比例中国）
- 真島省三（比例九州）
- 田村貴昭（比例九州）

無所属
1名
- 仲里利信（沖縄4区）

### 返り咲き・復帰
計26名
自由民主党
2名
- 長尾敬（比例近畿）
- 佐藤ゆかり（大阪11区）

民主党
17名
- 佐々木隆博（北海道6区）
- 逢坂誠二（北海道8区）
- 黒岩宇洋（新潟3区）
- 山尾志桜里（愛知7区）
- 吉良州司（大分1区）
- 寺田学（比例東北）

- 福島伸享（比例北関東）
- 宮崎岳志（比例北関東）
- 本村賢太郎（比例南関東）
- 神山洋介（比例南関東）
- 西村智奈美（比例北陸信越）
- 小山展弘（比例東海）

- 伴野豊（比例東海）
- 岡本充功（比例東海）
- 田島一成（比例近畿）
- 平野博文（比例近畿）
- 緒方林太郎（比例九州）

維新の党
7名
- 松木謙公（比例北海道）
- 太田和美（比例南関東）
- 木内孝胤（比例東京）
- 初鹿明博（比例東京）

- 牧義夫（比例東海）
- 高井崇志（比例中国）
- 下地幹郎（比例九州）

### 引退・不出馬
計9名
自由民主党
5名
- 保利耕輔（旧佐賀3区）[53]
- 大久保三代（比例東北）[53]
- 永山文雄（比例北陸信越）[53]
- 泉原保二（比例四国）[53]
- 宮路和明（比例九州）[53]

維新の党
1名
- 村上政俊（大阪4区）[53]

次世代の党
1名
- 今村洋史（比例東京）[53]

日本共産党
1名
- 佐々木憲昭（比例東海）[53]

無所属
1名
- 林原由佳（比例近畿）[53]

### 落選
計54名
前職のみ表記
自由民主党
15名
- 船橋利実（北海道1区）
- 東郷哲也（愛知2区）
- 吉川赳（静岡5区→比例東海）
- 小林茂樹（奈良1区）
- 清水誠一（比例北海道）

- 菅野佐智子（福島3区→比例東北）
- 田畑毅（比例東京）
- 川田隆（比例東海）
- 桜井宏（三重3区→比例東海）
- 坂本剛二（福島5区→比例近畿）

- 西川京子（比例九州）
- 林田彪（比例九州）
- 上杉光弘（比例九州）
- 湯川一行（比例九州）
- 末吉光徳（比例九州）

民主党
7名
- 海江田万里（東京1区）
- 吉田泉（福島5区）
- 柏倉祐司（栃木2区→栃木1区）
- 山内康一（比例北関東→埼玉13区）
- 生方幸夫（千葉6区）

- 若井康彦（千葉13区）
- 寺島義幸（長野3区）

維新の党
15名
- 林宙紀（宮城1区→宮城2区）
- 椎名毅（神奈川9区）
- 大熊利昭（東京2区）
- 高橋美穂（北海道2区→東京17区）
- 百瀬智之（長野2区）

- 小池政就（静岡1区）
- 岩永裕貴（滋賀4区）
- 清水鴻一郎（京都3区）
- 椎木保（千葉13区→大阪2区）
- 三木圭恵（兵庫5区）

- 新原秀人（兵庫3区）
- 畠中光成（兵庫7区）
- 阪口直人（和歌山2区）
- 山之内毅（鹿児島1区）
- 鈴木望（静岡3区→比例九州）

次世代の党
16名
- 石原慎太郎（比例東京）
- 田沼隆志（千葉1区）
- 西田譲（千葉9区）
- 松田学（比例南関東→神奈川7区）
- 中田宏（比例北陸信越→神奈川18区）
- 山田宏（東京19区）

- 宮沢隆仁（長野1区）
- 藤井孝男（比例東海）
- 西野弘一（大阪13区）
- 三宅博（比例近畿→大阪14区）
- 西村眞悟（比例近畿→大阪16区）

- 杉田水脈（兵庫6区）
- 中丸啓（広島3区→広島4区）
- 坂元大輔（広島7区）
- 桜内文城（愛媛4区）
- 中山成彬（宮崎1区→比例九州）

生活の党
3名
- 畑浩治（岩手2区）
- 青木愛（東京12区）
- 村上史好（大阪6区）

無所属
8名
- 阿部寿一（山形3区）
- 上野宏史（群馬1区）
- 渡辺喜美（栃木3区）
- 三谷英弘（東京5区）
- 杉本和巳（愛知10区）

- 西岡新（愛媛2区）
- 新開裕司（比例九州→福岡1区）
- 佐藤正夫（福岡10区）

- このうち、渡辺、三谷、佐藤、杉本は公示前の11月28日付で解散を届け出た旧・みんなの党の元所属議員。
- 新開は福岡1区での自民党の公認をめぐり井上貴博とともに無所属で出馬、落選（井上は当選後追加公認）[52]。新開・井上とも公示前勢力では自民に計上されている。

### 記録的当選・落選者
- 最年少当選者：鈴木貴子（民主・比例北海道） 28歳11ヶ月
- 最高齢当選者：亀井静香（無所属・広島6区） 78歳1ヶ月
- 最多得票当選者：小泉進次郎（自民・神奈川11区） 168,953票
- 最少得票当選者：斉藤和子（共産・千葉4区）24,275票
- 最少得票選挙区当選者：丸山穂高（維新・大阪19区） 56,119票
- 最多得票落選者：船橋利実（自民・北海道1区） 105,918票
- 最多得票選挙区落選者：松原仁（民主・東京3区）　111,363票
- 惜敗率最高当選者：鷲尾英一郎（民主・新潟2区）　99.86%
- 惜敗率最低当選者：斉藤和子（共産・千葉4区） 20.36%
- 惜敗率最高落選者：船橋利実（自民・北海道1区） 91.00%
- 最高得票率当選者：小泉進次郎（自民・神奈川11区） 83.28%
- 最多当選：小沢一郎（生活の党・岩手4区）16回（連続）

## 選挙後

### 国会
第188回国会（特別会）
会期：2014年12月24日 - 12月26日
- 衆議院議長選挙（2014年12月24日　投票者数：469 過半数：235）

町村信孝　（自民党）：466票
川端達夫　（民主党）：001票
無効　　　　　　　　　：002票
- 衆議院副議長選挙（2014年12月24日　投票者数：470 過半数：236）

川端達夫　（民主党）：469票
- 内閣総理大臣指名選挙（2014年12月24日）

衆議院議決（投票者数：470　過半数：236）
安倍晋三　（自民党）：328票
岡田克也　（民主党）：073票
江田憲司　（維新の党）：041票
志位和夫　（共産党）：018票
平沼赳夫　（次世代の党）：003票
吉田忠智　（社民党）：002票
浅尾慶一郎（無所属）：001票
仲里利信　（無所属）：001票
無効　　　　　　　　　：003票
第189回国会（常会）
会期：2015年1月26日 - 9月27日
- 衆議院議長選挙（2015年4月21日　投票者数：467 過半数：234）

大島理森　（自民党）：466票
無効　　　　　　　　　：001票

## 選挙特別番組
いずれも投票日当日（2014年12月14日）の放送。

### テレビ
地上波
- NHK総合 『衆院選2014開票速報』　放送時間：19:50 - 翌4:30[54]（司会：武田真一〈NHKアナウンサー〉・松村正代〈同〉）
  - この影響で、大河ドラマ『軍師官兵衛』最終回の放送が翌週に延期となった。
- NNN
  - 『ZERO×選挙2014』 放送時間：19:58 - 翌2:00[注釈 15][55]（司会：村尾信尚、山岸舞彩、櫻井翔、笛吹雅子〈日本テレビ報道キャスター〉）
- 日テレNEWS24（CS）・日本テレビ
  - 『日テレNEWS24 全部見せます! 衆院選スペシャル』放送時間 21:00 - 翌4:00（日テレNEWS24（CS））[56][注釈 16]・翌2:00 - 3:58（日本テレビ）（司会：塚田文）
- ANN
  - 『選挙ステーション2014』 放送時間：19:59 - 23:30[57]（司会：古舘伊知郎、小川彩佳〈テレビ朝日アナウンサー〉）[注釈 17]
  - 『ANN選挙速報 衆院選総まとめ』放送時間：翌1:30 - 1:55[58]
- テレビ朝日『選挙速報2014』 放送時間：翌1:55 - 4:00
- JNN
  - 『乱!総選挙2014』 放送時間：19:57 - 翌2:30[注釈 18][59]（司会：竹内明〈TBS報道局キャスター〉、膳場貴子）
- TBSニュースバード（CS）・TBSテレビ
  - 『すべて見せます!最終議席まで』放送時間：19:55 - 翌5:00（TBSニュースバード（CS））[60]・翌2:30 - 5:00（TBSテレビ）
- TXN・BSジャパン
  - 『TXN衆院選SP 池上彰の総選挙ライブ』 放送時間：19:50 - 23:54（TXN）・20:00 - 22:00（BSジャパン）（司会：池上彰、大江麻理子〈テレビ東京報道局〉）[61]
- TXN（テレビ大阪を除く[注釈 19]）『TXN総選挙ライブ』  放送時間：翌1:06 - 1:36
- FNN
  - 『FNN衆院選2014 THE SENKYO 〜ニッポンをしゃべり倒す!〜』 放送時間：19:58 - 翌1:55[注釈 20]（司会：安藤優子、宮根誠司）[62][63]

BS・CS
- BS日テレ・日テレNEWS24（CS）『深層NEWS×日テレNEWS24 衆院選スペシャル』 放送時間：19:57 - 21:00[64]（司会：小西美穂、玉井忠幸）
- BS11 『BS11報道特別番組 2014総選挙 安倍政権に審判 〜民意は何を示したのか〜』 放送時間：20:00 - 22:30[65]（司会：露木茂、黒塚まや）

### ラジオ
全国
- NHK第1・FM『速報!衆院選2014』 放送時間：19:55 - 翌5:55（司会：出山知樹、永井克典）
- TBSラジオ・JRN 『JRN総選挙スペシャル2014 〜私たちは何を選んだのか〜』 放送時間：19:55 - 翌1:00（パーソナリティ：荻上チキ、片桐千晶）[66]
- 文化放送『みのもんたの総選挙開票スペシャル』 放送時間：19:50 - 翌0:30（キャスター：みのもんた、太田英明〈文化放送アナウンサー〉、室照美〈同〉）[67]
- ニッポン放送『ニッポン放送特別番組 衆議院選挙開票速報 〜“アベノミクス”に国民の審判下る!〜』 放送時間：22:30 - 23:05（出演：森田耕次〈ニッポン放送報道部解説委員〉、鈴木哲夫、飯田浩司〈ニッポン放送アナウンサー〉）[68]
- エフエム東京『2014年衆議院選挙特別番組 列島タイムライン』〔第一部〕〜開票スペシャル〜、〔第二部〕―“ありのまま”でいいのか、ニッポン― 放送時間：〔第一部〕20:00 - 20:30、〔第二部〕23:30 - 翌0:30[注釈 21]

出演：〔第一部〕鈴木晶久、〔第二部〕上杉隆、今井広海
ローカル
- ラジオ日本『ラジオ日本選挙スペシャル 国民の審判』 放送時間：23:00 - 翌0:00
- MBSラジオ『2014総選挙開票特番 センセイこれからどうするの?〜今夜、聞きまくります!』 放送時間：20:00 - 翌0:30（司会：水野晶子<毎日放送アナウンサー>）
- ABCラジオ『ABC選挙スペシャル〜私たちが日本の明日を決める!』 放送時間：21:00 - 23:00（司会：堀江政生<朝日放送アナウンサー>、乾麻梨子<同>）
- ラジオ大阪『2014衆議院議員選挙 開票速報特番～どうなるニッポン』 放送時間：21:00 - 23:00（司会：原田年晴<ラジオ大阪アナウンサー>）
- RKBラジオ『RKBラジオ総選挙スペシャル』 放送時間：19:55 - 翌1:00（司会：櫻井浩二<RKB毎日放送アナウンサー>、本庄麻里子<同>）
- KBCラジオ『KBCラジオ総選挙開票スペシャル 日本の進路を問う』 放送時間：19:59 - 0:00（司会：逸見明正<九州朝日放送アナウンサー>、奥田智子<同>）